# Journal Of Biological Rhythms
Journal Of Biological Rhythms is een internationaal, aan collegiale toetsing onderworpen wetenschappelijk tijdschrift op het gebied van de
fysiologie.
De naam wordt in literatuurverwijzingen meestal afgekort tot J. Biol. Rhythm.
Het wordt uitgegeven door SAGE Publications en verschijnt 6 keer per jaar.
Het eerste nummer verscheen in 1986.